# Castillo de Arbeteta
El castillo de Arbeteta es una fortificación española situada sobre el barranco que forma el arroyo de la Rambla en la localidad de Arbeteta, en la provincia de Guadalajara.

## Descripción

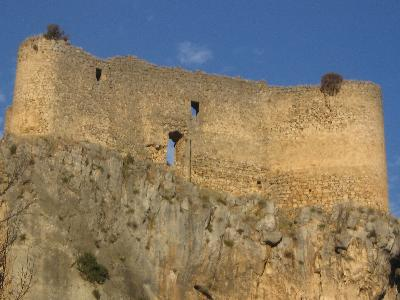
Vista del castillo

Se trata de un alcázar roquero de planta cuadrangular con una gran torre. La edificación interior corría sobre los muros, con un patio central en cuyo suelo se conserva un aljibe tallado en la roca. Se encontraba rodeado por un foso lo que hacía que el acceso tuviera que hacerse mediante un puente levadizo. El estrecho paso por el que hoy día se accede al castillo fue antaño cortado para rodear al castillo de un foso y hacerlo sólo accesible a través de puente levadizo. De cara al barranco existe una poterna.
Al primer duque de Medinaceli se debe, sin duda alguna, la profunda reforma de la fortaleza -probablemente la única de cierta envergadura que este vetusto edificio ha sufrido-, que delatan los muros del lado norte, es decir los que caen sobre el barranco del río de La Rambla, en los que se abrieron grandes ventanales con poyos laterales, y algunos pretiles perforados para uso de las armas de fuego. Queda también de aquella obra una tosca garita, con su tronera también guarnecida.

## Historia
A este castillo se le reconocen orígenes remotos: a juzgar por su fábrica, la fortaleza de Arbeteta debe datarse en el siglo X cuando menos, quizá sobre la base de un castro más antiguo. En todo caso, la baja mampostería del aparejo, las labores constructivas y la planta de toda la parte sur, en que se enclava la torre del homenaje que defiende el acceso al castillo, delatan un origen árabe. Ello confirmaría que se trata de una fortaleza secundaria dentro del cinturón de fortificaciones que defendía por el norte el Califato de Córdoba, dependiendo de la Marca Media cuya capital se hallaba en la no muy lejana Medinaceli. Notemos que Arbeteta se encuentra en el pleno escenario territorial de la confrontación entre el Califato de Córdoba y el Reino de Castilla, en los siglos clave de la plena Edad Media, y particularmente en el periodo que transcurre entre la conquista de Toledo (1085) y la batalla de las Navas de Tolosa (1212).
La intención de sus constructores parece clara: la defensa de uno de los escasos pasos que atravesaban sobre el Alto Tajo y la serranía de Cuenca, comunicando esta ciudad –y a su extensa cabaña de ovejas merinas- con el norte de Castilla, especialmente con los pastos y las tierras sorianas y riojanas.
Dejando aparte algunas leyendas que atribuyen la posesión de la fortaleza a los freires hospitalarios de la Orden de San Juan, las primeras noticias documentales que mencionan por su nombre este lugar datan, como señalábamos antes, del siglo XII, cuando el Rey Don Alfonso VIII concedió como término al Concejo de Cuenca, por su privilegio rodado datado en aquella ciudad el 17 de enero de 1190, las aldeas de Mantiel, Cereceda, La Puerta, Viana, Solanilla, Peralveche, Arbeteta -Arbetetam-. Desde el mismo momento de la repoblación cristiana del territorio, Arbeteta y su castillo pasaron, pues, a pertenecer al poderoso Concejo de Cuenca, uno de los grandes concejos reconquistadores y repobladores más clásicos del sur del Duero -como Segovia o Ávila-, caracterizados por una gran fuerza militar y colonizadora, y por esta razón dotados de un extenso alfoz regido desde la ciudad reconquistada en el 1177.
A mediados del siglo XIII, la expansión repobladora de Cuenca se detuvo, y poco después la nobleza allí establecida -las poderosas familias Carrillo, Albornoz, Mendoza y Acuña, entre otros linajes menores- comenzó un largo proceso de presiones y luchas para apropiarse de tierras y derechos concejiles, en especial en la zona septentrional de la Sierra -por sus imprescindibles pastizales de invierno-, viéndose Cuenca forzada a dedicar gran parte de su atención a resistir esas presiones para defensa de sus territorios. Estos conflictos alcanzarán su auge durante el siglo XV, al socaire de las luchas civiles y de la debilidad del poder político en Castilla, que aprovecharán sobre todo tres destacados potentados: Pero Carrillo de Albornoz, Lope Vázquez de Acuña y el Conde de Medinaceli. El siglo XV será, para toda la serranía conquense, un periodo de continua tensión. Será pues en tal contexto histórico cuando Arbeteta, hasta entonces una pequeña aldea al norte de la Tierra de Cuenca -cuyo gobierno local ejercían dos alcaldes y dos regidores nombrados por Cuenca-, sufra la embestida de un poderoso magnate del norte soriano: el Conde de Medinaceli, interesado en extender sus estados hacia el sur para contrarrestar la creciente influencia de los Mendoza de Guadalajara, y al mismo tiempo controlar los pastos y las rutas laneras entre Soria y Cuenca. Medinaceli utilizará para ello a sus redes clientelares conquenses.
Lo cierto es que la fortaleza de Arbeteta cayó en manos del conde en el otoño de 1469, quizá por traición de su alcaide Alfonso Bordello, que entregó el castillo a Álvaro Carrillo de Albornoz, señor de Paredes. El intento del Concejo conquense de atacar el castillo de Arbeteta, con sus milicias y con los hombres de armas de Álvaro de Mendoza y del marqués de Villena, provocó en el mismo mes de octubre de 1469 la acometida contra la propia ciudad de las fuerzas del conde de Medinaceli y de su aliado el poderoso don Pero Carrillo de Albornoz, señor de Albornoz, Torralba y Beteta. Las apetencias señoriales de Medinaceli, ya consolidadas de facto, cuajaron al fin de iure muy avanzado el siglo XV, cuando los Reyes Católicos, mediante cédula data el 18 de marzo de 1477, concedieron a Luis de la Cerda, quinto conde de Medinaceli, el señorío sobre varios lugares, entre ellos este de Arbeteta, con su fortaleza y término, junto con otros 400 vasallos también en la Tierra de Cuenca. La posesión de Arbeteta consolidaba el formidable dominio del duque de Medinaceli sobre todas las tierras del Alto Tajo, e incluso su penetración en la Alcarria, en las tierras tradicionalmente dominadas por su gran rival el duque del Infantado.
Tras muchos años de turbulencias en la región, y muerto aquel quinto conde y primer duque de Medinaceli en 1501, la villa de Arbeteta hizo pleito homenaje a su nuevo señor, Juan de la Cerda, segundo duque de Medinaceli, el 13 de noviembre de 1501. Sin embargo, villa y castillo no llegaron apenas a integrarse en la poderosa casa de Medinaceli, toda vez que a instancias de la ciudad de Cuenca, la Corona y el segundo duque de Medinaceli llegaron a una concordia mediante la cual, a cambio de otras compensaciones, Arbeteta retornaba al realengo, es decir al dominio del Concejo conquense.
Desde entonces y durante los siglos XVI y XVII, la Corona nombró regularmente a los alcaides del castillo de Arbeteta, a los que señaló un salario anual de 250 000 maravedís en metálico, más 250 fanegas de pan, por mitad de trigo y de cebada. Entre aquellos alcaides se contaron Alonso Osorio, comendador de la Orden de Santiago y capitán de los Reyes Católicos; Diego de Zúñiga, cazador y halconero mayor del rey Felipe el Hermoso; y Antonio Domingo de Mendoza Caamaño y Sotomayor, II marqués de Villagarcía y II vizconde de Barrantes, VI señor de la Casa de Rubianes, del Consejo de Guerra, gentilhombre de cámara de S.M. y su embajador en Génova y en Venecia, caballero de la Orden de Santiago.